# 서경 68도
서경 68도(西經68度)는 본초 자오선에서 서쪽으로 68도 떨어진 경선이다. 북극점에서 시작하여 북극해, 그린란드, 북아메리카, 대서양, 남아메리카, 남극해, 남극을 거쳐 남극점에 이른다.
서경 68도는 동경 112도와 이어져 지구의 둘레를 이룬다.

## 지나가는 지역
북극점에서 남극점까지 서경 68도선은 다음 지역을 지나간다.
| 좌표                                                  | 나라, 지역, 해역 | 주석 |
| ----------------------------------------------------- | ---------------- | --- |
| 북위 90° 0′ 서경 68° 0′  / 북위 90.000° 서경 68.000°  | 북극해           | |
| 북위 83° 10′ 서경 68° 0′  / 북위 83.167° 서경 68.000° | 링컨해           | |
| 북위 82° 58′ 서경 68° 0′  / 북위 82.967° 서경 68.000° | 캐나다           | 누나부트 준주 — 엘즈미어섬 |
| 북위 80° 47′ 서경 68° 0′  / 북위 80.783° 서경 68.000° | 네어스 해협      | |
| 북위 79° 4′ 서경 68° 0′  / 북위 79.067° 서경 68.000°  | 그린란드         | |
| 북위 76° 3′ 서경 68° 0′  / 북위 76.050° 서경 68.000°  | 배핀만           | |
| 북위 70° 18′ 서경 68° 0′  / 북위 70.300° 서경 68.000° | 캐나다           | 누나부트 준주 — 배핀섬, 올리티비크섬, 배핀섬 |
| 북위 62° 12′ 서경 68° 0′  / 북위 62.200° 서경 68.000° | 허드슨 해협      | |
| 북위 60° 35′ 서경 68° 0′  / 북위 60.583° 서경 68.000° | 캐나다           | 누나부트 준주 — 악파토크섬 |
| 북위 60° 17′ 서경 68° 0′  / 북위 60.283° 서경 68.000° | 언거버만         | |
| 북위 58° 34′ 서경 68° 0′  / 북위 58.567° 서경 68.000° | 캐나다           | 퀘벡주 |
| 북위 49° 17′ 서경 68° 0′  / 북위 49.283° 서경 68.000° | 세인트로렌스강   | |
| 북위 48° 40′ 서경 68° 0′  / 북위 48.667° 서경 68.000° | 캐나다           | 퀘벡주 뉴브런즈윅주 — 북위 48° 0′ 서경 68° 0′  / 북위 48.000° 서경 68.000° 부터 |
| 북위 47° 13′ 서경 68° 0′  / 북위 47.217° 서경 68.000° | 미국             | 메인주 |
| 북위 44° 24′ 서경 68° 0′  / 북위 44.400° 서경 68.000° | 대서양           | 푸에르토리코 모나섬 바로 서쪽(북위 18° 5′ 서경 67° 56′  / 북위 18.083° 서경 67.933° )을 지나감 |
| 북위 18° 30′ 서경 68° 0′  / 북위 18.500° 서경 68.000° | 카리브해         | 네덜란드 보네르섬 바로 동쪽(북위 12° 12′ 서경 68° 11′  / 북위 12.200° 서경 68.183° )을 지나감 베네수엘라 라스아베스 군도 바로 서쪽 (북위 11° 59′ 서경 67° 40′  / 북위 11.983° 서경 67.667° )을 지나감 |
| 북위 10° 29′ 서경 68° 0′  / 북위 10.483° 서경 68.000° | 베네수엘라       | |
| 북위 6° 12′ 서경 68° 0′  / 북위 6.200° 서경 68.000°   | 콜롬비아         | |
| 북위 1° 45′ 서경 68° 0′  / 북위 1.750° 서경 68.000°   | 브라질           | 아마조나스주 아크리주 — 남위 9° 20′ 서경 67° 56′  / 남위 9.333° 서경 67.933° |
| 남위 10° 39′ 서경 68° 0′  / 남위 10.650° 서경 68.000° | 볼리비아         | 라파스 바로 동쪽(북위 16° 29′ 서경 68° 8′  / 북위 16.483° 서경 68.133° )을 지나감 |
| 남위 22° 2′ 서경 68° 0′  / 남위 22.033° 서경 68.000°  | 칠레             | |
| 남위 24° 18′ 서경 68° 0′  / 남위 24.300° 서경 68.000° | 아르헨티나       | |
| 남위 50° 3′ 서경 68° 0′  / 남위 50.050° 서경 68.000°  | 대서양           | |
| 남위 53° 34′ 서경 68° 0′  / 남위 53.567° 서경 68.000° | 아르헨티나       | 티에라델푸에고섬 |
| 남위 54° 53′ 서경 68° 0′  / 남위 54.883° 서경 68.000° | 칠레             | 나바리노섬 |
| 남위 55° 14′ 서경 68° 0′  / 남위 55.233° 서경 68.000° | 태평양           | |
| 남위 55° 32′ 서경 68° 0′  / 남위 55.533° 서경 68.000° | 칠레             | 오스테섬 |
| 남위 55° 41′ 서경 68° 0′  / 남위 55.683° 서경 68.000° | 태평양           | 칠레 에르미테 제도 바로 서쪽(남위 55° 50′ 서경 67° 50′  / 남위 55.833° 서경 67.833° )을 통과함 |
| 남위 60° 0′ 서경 68° 0′  / 남위 60.000° 서경 68.000°  | 남극해           | |
| 남위 66° 40′ 서경 68° 0′  / 남위 66.667° 서경 68.000° | 남극             | 애들레이드섬 — 아르헨티나, 칠레, 영국이 영유권을 주장함. |
| 남위 67° 26′ 서경 68° 0′  / 남위 67.433° 서경 68.000° | 남극해           | 마거리트만 |
| 남위 69° 8′ 서경 68° 0′  / 남위 69.133° 서경 68.000°  | 남극             | 아르헨티나, 칠레, 영국이 영유권을 주장함. |

## 같이 보기
- 서경 67도
- 서경 69도